# ベル・ランカスター法
助教法、もしくはベル・ランカスター法、モニトリアル・システム（英語：Monitorial System、Bell-Lancaster method）とは、生徒の中から優秀な者を選び、教師のもと、助手のような役割で生徒の対応をして学習効果を上げる方法である。アンドリュー・ベルが開発した教授法だが、同時期にジョセフ・ランカスターも提唱したことから、ベル・ランカスター法と言われている。
19世紀初期に世界的に有用性が認められ、学級規模の増加にも貢献した。